# Női egyéni sprint pálya-kerékpározás az 1992. évi nyári olimpiai játékokon
Az 1992. évi nyári olimpiai játékokon a kerékpározás női egyéni sprint versenyszámát július 28. és 31. között rendezték a d'Hortawith-pályakerékpár-pályán.
A verseny össztávja 1000 méter volt amely három körből állt és ebből csak az utolsó 200 métert mérték le, az utolsó lemért szakasz tartozott a végeredménybe a táv többi része gyorsulási szakasz volt.

## Versenynaptár
| Dátum                       | Forduló     |
| --------------------------- | ----------- |
| 1992. július 28., kedd      | Selejtező   |
| 1992. július 28., kedd      | 1. forduló  |
| 1992. július 28., kedd      | Vigaszág    |
| 1992. július 29., szerda    | Negyeddöntő |
| 1992. július 30., csütörtök | Elődöntő    |
| 1992. július 31., péntek    | Döntő       |

## Eredmények
Az időeredmények másodpercben értendők. A rövidítések jelentése a következő:
| - Q: továbbjutás helyezés alapján - OR: olimpiai rekord | - DNS: nem állt rajthoz - DSQ: kizárás |

### Selejtező
A selejtezőből az összes versenyző az 1. forduló került.
| Helyezés | Rsz  | Név                       | Nemzet                  | Idő    | Cs     | Mj |
| Helyezés | Rsz  | Név                       | Nemzet                  | 200 m  | (km/h) | Mj |
| -------- | ---- | ------------------------- | ----------------------- | ------ | ------ | -- |
| 1.       | 0024 | Ingrid Haringa            | Hollandia (NED)         | 11,419 | 63,052 | OR |
| 2.       | 0013 | Félicia Ballanger         | Franciaország (FRA)     | 11,508 | 62,565 | OR |
| 3.       | 0015 | Annett Neumann            | Németország (GER)       | 11,689 | 61,596 |    |
| 4.       | 0010 | Galina Yenyukhina         | Egyesített Csapat (EUN) | 11,699 | 61,543 |    |
| 5.       | 0005 | Tanya Dubnicoff           | Kanada (CAN)            | 11,773 | 61,156 |    |
| 6.       | 0009 | Erika Salumäe             | Észtország (EST)        | 11,857 | 60,723 |    |
| 7.       | 0027 | Cornelia Pareskevin-Young | Egyesült Államok (USA)  | 11,946 | 60,271 |    |
| 8.       | 0021 | Rita Razmaitė             | Litvánia (LTU)          | 12,058 | 59,711 |    |
| 9.       | 0006 | Vang Jen (Wang Yan)       | Kína (CHN)              | 12,154 | 59,239 |    |
| 10.      | 0020 | Kuroki Mika               | Japán (JPN)             | 12,513 | 57,540 |    |
| 11.      | 0029 | Daniela Larreal           | Venezuela (VEN)         | 12,608 | 57,106 |    |
| 12.      | 0023 | Olga Sacasa               | Nicaragua (NCA)         | 14,061 | 51,205 |    |

### 1. forduló
Minden futamgyőztes továbbjutott a negyeddöntőbe, a vesztesek a vigaszágra kerültek.
| Helyezés | Rsz      | Név                       | Nemzet                  | Gyi      | Cs       | Mj       |
| Helyezés | Rsz      | Név                       | Nemzet                  | 200 m    | (km/h)   | Mj       |
| 1. futam | 1. futam | 1. futam                  | 1. futam                | 1. futam | 1. futam | 1. futam |
| -------- | -------- | ------------------------- | ----------------------- | -------- | -------- | -------- |
| 1.       | 0024     | Ingrid Haringa            | Hollandia (NED)         | 12,179   | 59,118   | Q        |
| 2.       | 0006     | Vang Jen (Wang Yan)       | Kína (CHN)              |          |          |          |
| 3.       | 0021     | Rita Razmaitė             | Litvánia (LTU)          |          |          |          |
| 2. futam |          |                           |                         |          |          |          |
| 1.       | 0013     | Félicia Ballanger         | Franciaország (FRA)     | 12,615   | 57,074   | Q        |
| 2.       | 0020     | Kuroki Mika               | Japán (JPN)             |          |          |          |
|          | 0027     | Cornelia Pareskevin-Young | Egyesült Államok (USA)  | DSQ      |          |          |
| 3. futam |          |                           |                         |          |          |          |
| 1.       | 0009     | Erika Salumäe             | Észtország (EST)        | 12,377   | 58,172   | Q        |
| 2.       | 0015     | Annett Neumann            | Németország (GER)       |          |          |          |
| 3.       | 0029     | Daniela Larreal           | Venezuela (VEN)         |          |          |          |
| 4. futam |          |                           |                         |          |          |          |
| 1.       | 0005     | Tanya Dubnicoff           | Kanada (CAN)            | 12,416   | 57,989   | Q        |
| 2.       | 0010     | Galina Yenyukhina         | Egyesített Csapat (EUN) |          |          |          |
|          | 0023     | Olga Sacasa               | Nicaragua (NCA)         | DNS      |          |          |

### Vigaszág
Minden futamgyőztes továbbjutott a negyeddöntőbe, a vesztesek kiestek.
| Helyezés | Rsz      | Név                       | Nemzet                  | Gyi        | Cs       | Mj       |
| Helyezés | Rsz      | Név                       | Nemzet                  | 200 m      | (km/h)   | Mj       |
| 1. futam | 1. futam | 1. futam                  | 1. futam                | 1. futam   | 1. futam | 1. futam |
| -------- | -------- | ------------------------- | ----------------------- | ---------- | -------- | -------- |
| 1.       | 0006     | Vang Jen (Wang Yan)       | Kína (CHN)              | idő nélkül |          | Q        |
| 2. futam |          |                           |                         |            |          |          |
| 1.       | 0020     | Kuroki Mika               | Japán (JPN)             | 12,453     | 57,817   | Q        |
| 2.       | 0029     | Daniela Larreal           | Venezuela (VEN)         |            |          |          |
| 3. futam |          |                           |                         |            |          |          |
| 1.       | 0015     | Annett Neumann            | Németország (GER)       | 12,238     | 58,833   | Q        |
| 2.       | 0027     | Cornelia Pareskevin-Young | Egyesült Államok (USA)  |            |          |          |
| 4. futam |          |                           |                         |            |          |          |
| 1.       | 0010     | Galina Yenyukhina         | Egyesített Csapat (EUN) | 13,069     | 55,092   | Q        |
| 2.       | 0021     | Rita Razmaitė             | Litvánia (LTU)          |            |          |          |

### Negyeddöntő
Minden futamgyőztes továbbjutott az elődöntőbe, míg a vesztesek az 5–8. helyért folytathatták.
| Helyezés | Rsz      | Név                 | Nemzet                  | 1.       | Cs       | 2.       | Cs       | 3.       | Cs       | Mj       |
| Helyezés | Rsz      | Név                 | Nemzet                  | 200 m    | (km/h)   | 200 m    | (km/h)   | 200 m    | (km/h)   | Mj       |
| 1. futam | 1. futam | 1. futam            | 1. futam                | 1. futam | 1. futam | 1. futam | 1. futam | 1. futam | 1. futam | 1. futam |
| -------- | -------- | ------------------- | ----------------------- | -------- | -------- | -------- | -------- | -------- | -------- | -------- |
| 1.       | 0024     | Ingrid Haringa      | Hollandia (NED)         | 12,662   | 56,863   | 12,792   | 56,285   | -        | -        | Q        |
| 2.       | 0020     | Kuroki Mika         | Japán (JPN)             |          |          |          |          |          |          |          |
| 2. futam |          |                     |                         |          |          |          |          |          |          |          |
| 1.       | 0013     | Félicia Ballanger   | Franciaország (FRA)     | 11,536   | 57,434   | 14,786   | 48,694   | -        | -        | Q        |
| 2.       | 0006     | Vang Jen (Wang Yan) | Kína (CHN)              |          |          |          |          |          |          |          |
| 3. futam |          |                     |                         |          |          |          |          |          |          |          |
| 1.       | 0009     | Erika Salumäe       | Észtország (EST)        | 12,192   | 59,055   |          |          | 12,090   | 59,553   | Q        |
| 2.       | 0010     | Galina Yenyukhina   | Egyesített Csapat (EUN) |          |          | 12,930   | 55,684   |          |          |          |
| 4. futam |          |                     |                         |          |          |          |          |          |          |          |
| 1.       | 0015     | Annett Neumann      | Németország (GER)       | 12,283   | 58,617   | 12,265   | 58,703   | -        | -        | Q        |
| 2.       | 0005     | Tanya Dubnicoff     | Kanada (CAN)            |          |          |          |          |          |          |          |

### 5–8. helyért
| Helyezés | Rsz  | Név                 | Nemzet                  | Gyi    | Cs     | Mj |
| Helyezés | Rsz  | Név                 | Nemzet                  | 200 m  | (km/h) | Mj |
| -------- | ---- | ------------------- | ----------------------- | ------ | ------ | -- |
| 5.       | 0010 | Galina Yenyukhina   | Egyesített Csapat (EUN) | 12,575 | 57,256 |    |
| 6.       | 0005 | Tanya Dubnicoff     | Kanada (CAN)            |        |        |    |
| 7.       | 0020 | Kuroki Mika         | Japán (JPN)             |        |        |    |
|          | 0006 | Vang Jen (Wang Yan) | Kína (CHN)              | DNS    |        |    |

### Elődöntő
A futamok győztesei jutottak a döntőbe, míg a vesztesek a bronzmérkőzésen folytathatták.
| Helyezés | Rsz      | Név               | Nemzet              | 1.       | Cs       | 2.       | Cs       | 3.       | Cs       | Mj       |
| Helyezés | Rsz      | Név               | Nemzet              | 200 m    | (km/h)   | 200 m    | (km/h)   | 200 m    | (km/h)   | Mj       |
| 1. futam | 1. futam | 1. futam          | 1. futam            | 1. futam | 1. futam | 1. futam | 1. futam | 1. futam | 1. futam | 1. futam |
| -------- | -------- | ----------------- | ------------------- | -------- | -------- | -------- | -------- | -------- | -------- | -------- |
| 1.       | 0015     | Annett Neumann    | Németország (GER)   |          |          | 11,889   | 60,560   | 12,285   | 58,608   | Q        |
| 2.       | 0024     | Ingrid Haringa    | Hollandia (NED)     | 12,263   | 58,713   |          |          |          |          |          |
| 1. futam |          |                   |                     |          |          |          |          |          |          |          |
| 1.       | 0009     | Erika Salumäe     | Észtország (EST)    | 11,937   | 60,316   | 12,423   | 57,957   | -        | -        | Q        |
| 2.       | 0013     | Félicia Ballanger | Franciaország (FRA) |          |          |          |          |          |          |          |

### Döntő
| Helyezés      | Rsz           | Név               | Nemzet              | 1.            | Cs            | 2.            | Cs            | 3.            | Cs            | Mj            |
| Helyezés      | Rsz           | Név               | Nemzet              | 200 m         | (km/h)        | 200 m         | (km/h)        | 200 m         | (km/h)        | Mj            |
| Bronzmérkőzés | Bronzmérkőzés | Bronzmérkőzés     | Bronzmérkőzés       | Bronzmérkőzés | Bronzmérkőzés | Bronzmérkőzés | Bronzmérkőzés | Bronzmérkőzés | Bronzmérkőzés | Bronzmérkőzés |
| ------------- | ------------- | ----------------- | ------------------- | ------------- | ------------- | ------------- | ------------- | ------------- | ------------- | ------------- |
| Bronz         | 0024          | Ingrid Haringa    | Hollandia (NED)     | 12,402        | 58,055        | 12,400        | 58,017        | -             | -             |               |
| 4.            | 0013          | Félicia Ballanger | Franciaország (FRA) |               |               |               |               |               |               |               |
| Döntő         |               |                   |                     |               |               |               |               |               |               |               |
| Arany         | 0009          | Erika Salumäe     | Észtország (EST)    |               |               | 12,667        | 66,802        | 12,244        | 58,804        |               |
| Ezüst         | 0015          | Annett Neumann    | Németország (GER)   | 12,766        | 56,355        |               |               |               |               |               |

### Végeredmény
| Helyezés    | Név                       | Nemzet            |
| ----------- | ------------------------- | ----------------- |
| Arany       | Erika Salumäe             | Észtország        |
| Ezüst       | Annett Neumann            | Németország       |
| Bronz       | Ingrid Haringa            | Hollandia         |
| 4.          | Félicia Ballanger         | Franciaország     |
| 5.          | Galina Yenyukhina         | Egyesített Csapat |
| 6.          | Tanya Dubnicoff           | Kanada            |
| 7.          | Kuroki Mika               | Japán             |
| helyezetlen | Vang Jen (Wang Yan)       | Kína              |
| helyezetlen | Daniela Larreal           | Venezuela         |
| helyezetlen | Cornelia Pareskevin-Young | Egyesült Államok  |
| helyezetlen | Rita Razmaitė             | Litvánia          |
| helyezetlen | Olga Sacasa               | Nicaragua         |